# Heydrichia
Hemiphyllum, rod crvenih alga u porodici Sporolithaceae. Taksonomski je priznat kao zaseban rod. Postoji pet priznatih vrsta, jedna je fosilna; tipična je morska alga H. woelkerlingii.

## Vrste
1. Heydrichia cerasina Maneveldt & van der Merwe
2. Heydrichia groeneri D.W.Keats & Y.M.Chamberlain
3. Heydrichia homalopasta R.A.Townsend & Borowitzka
4. †Heydrichia poignantii Woelkerling, Granier & Dias-Brito
5. Heydrichia woelkerlingii R.A.Townsend, Y.M.Chamberlain & Keats - tip